# مارك لوري
مارك لوري هو مصور ومؤلف كندي، ولد في 7 فبراير 1955 في Didsbury, Alberta ‏ في كندا.

## وصلات خارجية
- الموقع الرسمي